# Andrew Adams (Politiker)
Andrew Adams (* 7. Januar 1736 in Stratford, Colony of Connecticut; † 26. November 1797 in Litchfield, Connecticut) war ein britisch-amerikanischer Rechtsanwalt, Jurist und politischer Führer in Litchfield, Connecticut während des Unabhängigkeitskrieges. Ferner war er Delegierter im Kontinentalkongress für Connecticut und später Chief Justice am Connecticut Supreme Court.

## Werdegang
Adams besuchte die Yale University, wo er 1760 graduierte. Anschließend studierte er die Rechtswissenschaften bei seinem Vater und praktizierte dann in Stamford. 1772 wurde er zum königlichen Staatsanwalt für Litchfield County ernannt. Er zog 1774 nach Litchfield, wo er bis zu seinem Tod lebte.
Mit dem Aufkommen der Unabhängigkeitsbewegung wurde Adams ein Mitglied des Connecticut's Committee of Safety. Er gehörte von 1776 bis 1781 dem Repräsentantenhaus von Connecticut an, wo er von 1779 bis 1780 als Nachfolger von Titus Hosmer der Speaker war. Adams diente während des Unabhängigkeitskrieges als Colonel in der Miliz von Connecticut. Ferner wurde er 1778 in den 2. Kontinentalkongress berufen, wo er die Konföderationsartikel unterzeichnete.
1789 wurde er als beisitzender Richter des Connecticut Supreme Court in den staatlichen Executive Council berufen. Dann wurde er 1793 zum Chief Justice von Connecticut ernannt, eine Stellung, die er bis zu seinem Tode 1797 in Litchfield innehatte. Anschließend wurde er dort auf dem East Cemetery beigesetzt.

## Familie
Andrew Adams war der Sohn von Samuel (1703–1788) und Mary Fairchild Adams (1698–1803). Sein Vater praktizierte in Stratford als Anwalt und war Richter im Fairfield County.